# Юта (певица)
Ю́та (настоящее имя — А́нна Влади́мировна О́сипова, при рождении Сёмина; род. 20 июня 1979, Свердловск, СССР) — российская певица, теле- и радиоведущая, музыкант, автор-исполнитель своих песен, композитор; заслуженная артистка Российской Федерации (2023), заслуженная артистка Чеченской Республики (2006). Основательница, идеолог, художественный руководитель и вокалистка группы «Юта». В июне 2012 года заявила о начале сольной карьеры. Лауреат премий «Золотой граммофон» (2015) и «Шансон года» (2017).
В 1985 году будущая певица с семьёй переехала из родного Свердловска (ныне Екатеринбург) в Москву. В 2000 году Юта создала одноимённую группу и начала работу над первым студийным альбомом, выпущенным спустя год. С 2001 года певица выпустила одиннадцать студийных альбомов и семь сборников. На счету Юты более 40 композиторских работ для кино, сериалов и спектаклей. Композиции «Жили-были» и «Хмель и солод» вошли в список 500 лучших песен «Нашего радио».

## Биография
Родилась 20 июня 1979 года в Свердловске в семье джазового музыканта и академической певицы. В детстве увлекалась плаванием, художественной гимнастикой и игрой на флейте. Решив освоить фортепиано, будущая певица, не имевшая до этого музыкального образования, поступила в Гнесинское музыкальное училище. Начиная с третьего курса параллельно обучалась джазовому вокалу у Татьяны Николаевны Маркович, а также занималась композицией и аранжировкой с Юрием Саульским и Юрием Чугуновым. Знакомство с бывшим участником свердловской группы «Апрельский марш» Александром Семёновым сподвигло девушку на создание собственной группы. Исполнительница сама пишет тексты и музыку, также выступает в роли саунд-продюсера и аранжировщика.

### Карьера
Карьеру певицы Юта начала в 1999 году. Спустя два года увидел свет дебютный альбом группы — «Легко и даже изящно». За Ютой сразу же закрепился образ панк-гранж-девочки, играющей экстремальную музыку. Её называют «пионеркой» данного направления в России, а также «удачным клоном Земфиры».
Второй альбом коллектива получил название «Хмель и солод» и был выпущен в июне 2002 года звукозаписывающей компанией «REAL Records». Заглавная композиция альбома, а также песня «Падать» попали в ротацию известных радиостанций. Сам же альбом, по мнению критика Артура Гаспаряна, получился более лёгким и воздушным по звучанию. Гранж в сочетании с поп-направлением зазвучал убедительно и органично. В этом же году Юта впервые приняла участие в фестивале «Нашествие».
Весной 2003 года вышел альбом «Рожь и клевер», в котором Юта впервые исполнила несколько песен на стихи Евгения Ройзмана. Песни «Фиолетово-чёрный» (трибьют группе «Пикник») и «Имя» активно ротировались в радиоэфире.
Спустя год под лейблом «Никитин» вышел альбом «Девочка». На этой пластинке впервые прозвучала композиция «Ждали» (дуэт с Владимиром Шахриным), которая попала в ротацию «Нашего радио». Ряд музыкальных обозревателей отметили мощный, но в то же время очень человеческий голос певицы, а также удивительно необычное и гармоничное музыкальное оформление альбома, которое придало ему ярко выраженную романтичность. Также в 2004 году был выпущен альбом ремиксов на песни Юты. Он считается студийным, но не включён в список номерных альбомов исполнительницы.
В 2005 году Юта попробовала свои силы в качестве кинокомпозитора. Саундтреки к сериалу «Солдаты» «Жили-были» и «Та самая девчонка» попали в ротацию радиостанций. В это же время певица выпустила свой пятый студийный альбом под названием «Телерадиосны». Впервые Юта ушла в музыке от рок-направления. По оценке музыкальных обозревателей, альбом «Телерадиосны» по стилю исполнения больше похож на советскую эстрадную песню, а манеру исполнения певицы сравнивают с Майей Кристалинской, Клавдией Шульженко и Тамарой Миансаровой. Юта приняла участие в фестивале «Феникс. Возрождение жизни» в Гудермесе и получила звание заслуженной артистки Чеченской Республики.
В апреле 2007 года вышел шестой альбом певицы — «После». Одноимённая песня была написана Ютой специально для фильма Олега Осипова «После жизни» и была отмечена специальным призом на IV международном кинофестивале в Севастополе. Клип на песню, в основу которого легли кадры из фильма, был смонтирован режиссёром Александром Курициным. Композиции «Ревность» и «Имя» (дуэт с Алексеем Маклаковым) стали саундтреками к сериалам «Солдаты» и «Прапорщик» соответственно. По мнению Марии Церетели, пластинка получилась очень выверенной, продуманной и завершённой. Позднее Юта стала автором заглавной песни для сериала «Хранитель», которую исполнил Александр Маршал.
Спустя год певица записала альбом «На краю». По словам самой Юты, диск стал неким переломным моментом в её мировоззрении, подтолкнул её к поиску новых форм, красок и эмоций. Пластинка представляет собой сочетание холодного ритм-н-блюза и романтизма с преобладанием мажорных гармоний. Заглавная композиция альбома была написана специально для комедии Олега Осипова «Если бы да кабы» и попала в ротацию радиостанций. Композиция «О нём» стала саундтреком к сериалу «Провинциалка».
В 2009 году Юта сообщила, что группы «Юта», с которой она выступала ранее, как таковой больше нет. Певица приняла участие в проекте «Урок литературы», записав аудиокнигу с детскими рассказами, после чего надолго пропала из виду. В июне 2012 года она заявила о начале сольной карьеры под именем Анна Герцен, но спустя несколько месяцев вернулась к прежнему псевдониму. Юта сочинила музыку к шоу братьев Сафроновых, детским спектаклям «Ёлка у Барбоскиных» и «Лунтик и его друзья», а также заглавную песню для цикла документальных фильмов «Доска почётных». В 2013 году Юта вновь приняла участие в фестивале «Нашествие».
Продолжая работать для кино, Юта написала саундтрек к сериалу «Пока станица спит». Песня «Любимый мой» стала лауреатом премии «Золотой граммофон». Весной 2014 года Юта презентовала восьмой альбом «Кстати». Позднее альбом был выпущен на виниле.
Пластинка действительно выглядит своевременной, потому что возвращения певицы из затяжного отпуска, вызванного рождением детей и смертью мужа, многие ждали с нетерпением. И Юта подтверждает, что она по-прежнему в силе, в таких сильных и прочувствованных вещах, как «Кстати», «Первое свидание», «Да нет» и «Привет». Да, во всех этих песнях много скрытой боли, на которой певица не спекулирует, а говорит о ней подспудно, иносказательно. Похоже, Юта на распутье и до конца не определилась с окончательным выбором собственной стилистики. Но её творческий потенциал сомнения не вызывает, а потому наблюдать за её извилистыми поворотами необычайно интересно.Денис Ступников

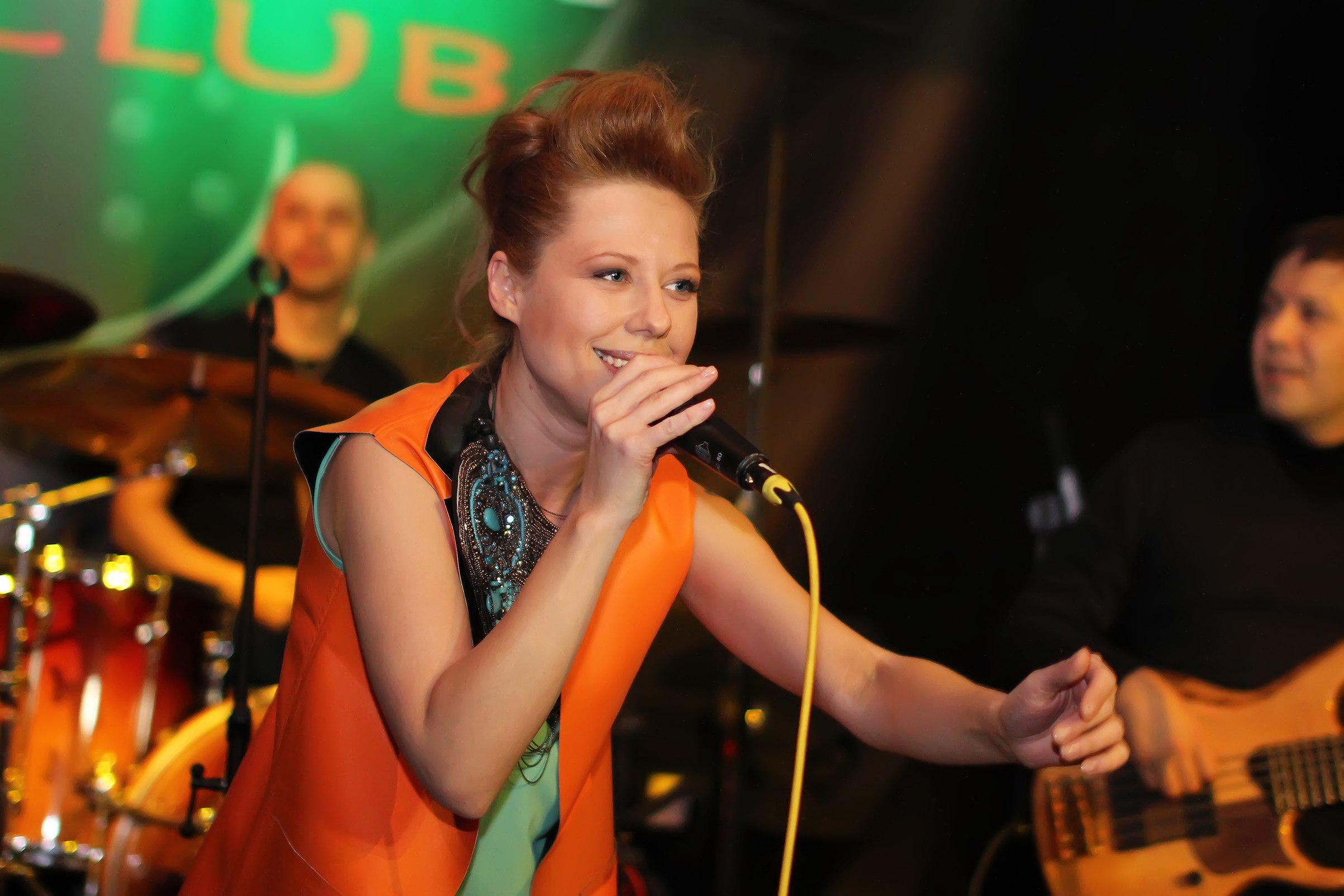
Во время выступления, октябрь 2015

Композиции «Жили-были» и «Хмель и солод» по итогам 2014 года вошли в список 500 лучших песен «Нашего радио», заняв в нём 67-е и 169-е места, соответственно.
В 2015 году Юта написала музыку к сериалу «Фамильные ценности», включая романс «Быть как все». Эта работа подтолкнула исполнительницу к идее создать альбом романсов. Певица приняла участие в фотовыставке «Первозданная Россия», выступила на фестивале «Славянский базар», а также в Донецке и на дне города в Луганске, поддержав тем самым жителей непризнанных республик ДНР и ЛНР. В апреле Юта выпустила сингл «Невернувшийся солдат», который вошёл в сборник лучших баллад исполнительницы, а также записала дуэт с Сергеем Галаниным на композицию «Дверь на замке». 1 марта 2016 года в эфире радиостанций дебютировал сингл «Мама», позднее — сингл «За Россию».
11 октября 2016 года звукозаписывающей компанией United Music Group был выпущен десятый студийный альбом Юты — «Мои родные». По мнению Гуру Кена пластинка представляет смесь русского шансона в сочетании с народными композициями в поп-аранжировке. По версии портала KM.RU альбом вошёл в десятку лучших отечественных музыкальных дисков 2016 года. В апреле 2017 года Юта была награждена статуэткой «Шансон года». 20 июля 2017 года певица выпустила сингл «Как в воду глядела».
В 2023 году записала закадровый голос для клипа группы «Ключи» на песню «Выдумка».

### Радио, телевидение
С 29 апреля 2022 года по 29 декабря 2023 года вела авторскую программу «уЮтная гостиная» на Радио Sputnik, с 24 мая 2023 года — проект «Напиши мне» на сайте медиагруппы «Комсомольская правда».
С 28 августа 2023 по 4 июля 2024 года совместно с Дмитрием Харатьяном вела программу «Наши» на канале «Россия-1».

### Личная жизнь
В ноябре 2006 года Анна (Юта) вышла замуж за режиссёра и кинопродюсера Олега Осипова, с которым она до этого встречалась почти два года. 3 октября 2007 года у семейной пары родился первенец Анатолий. 30 июля 2010 года появились на свет двойняшки Екатерина и Мария. 4 сентября 2011 года Олег Осипов скончался на 42-м году жизни от кардиосклероза. Брат Анны (Юты) — художник, режиссёр одного из клипов певицы.

## Критика
Первые альбомы Юты зачастую относят к року или гранжу. Вокалистку по потенциалу сравнивали с Земфирой, при этом выделяя её самобытность. Начиная с первых релизов, критики пишут о сильном голосе певицы и рок-н-рольном драйве.
Вторая пластинка коллектива «Хмель и солод», по мнению критика Артура Гаспаряна, представляет собой органичный симбиоз поп-музыки и гранжа. Он отмечает уменьшение в музыке тяжести и помпезности, на смену которым пришла лёгкость и воздушность, схожая с творчеством Ольги Арефьевой. Юте легко удаётся сочетать в своём творчестве различные стили, начиная от архаического ритм-энд-блюза и заканчивая агрессивным панком. Мария Церетели считает, что музыкальное оформление песен всегда остаётся удивительно необычным и гармоничным.
Оценка творчества Юты музыкальным критиком Алексеем Мажаевым неоднозначна. Дебютный альбом певицы он оценил как крайне неудачный, отметил чрезвычайную помпезность, отсутствие хитов и вопиющую неискренность исполнения. При этом Мажаев высоко оценил альбом «После», отметив, что лирические баллады удаются певице лучше всего. Об экспериментах Юты с поп-музыкой и этническими мотивами Мажаев отозвался неодобрительно, сравнив песни, выпущенные после 2011 года, с «дворовой попсой» в исполнении Натали, а также с поп-фолком Надежды Кадышевой, к которому относится резко негативно.

## Общественная деятельность
Поддержала вторжение России на Украину и выпустила множество песен на эту тему («Быть выше», «Струна», «Zа жизнь» и др.).

## Санкции
15 января 2023 года внесена в санкционный список Украины публичных лиц, «которые публично призывают к агрессивной войне, оправдывают и признают законной вооружённую агрессию РФ против Украины».

## Дискография

### Альбомы
- 2001 — Легко и даже изящно
- 2002 — Хмель и солод
- 2003 — Рожь и клевер
- 2004 — Remixed
- 2004 — Девочка
- 2005 — Телерадиосны
- 2007 — После
- 2008 — На краю
- 2014 — Кстати
- 2016 — Мои родные
- 2017 — В глубине твоего сердца

| - 2004 — Любовное настроение - 2009 — Лучшие песни. Новая коллекция - 2009 — Лучшая коллекция (mp3-сборник) - 2014 — MP3play. Юта - 2015 — Любимый мой. Лучшие песни - 2015 — Имя. Лучшие баллады - 2017 — Лучшие песни — The Best 2017 |

### Синглы
| Год выпуска | Сингл                | Формат                                        | Альбом                  |
| ----------- | -------------------- | --------------------------------------------- | ----------------------- |
| 2001        | Мальчик, ты чей?     | Видеоклип, цифровая дистрибуция               | Легко и даже изящно     |
| 2001        | Авария               | Радиоротация, видеоклип, цифровая дистрибуция | Легко и даже изящно     |
| 2001        | Мел                  | Радиоротация, видеоклип, цифровая дистрибуция | Легко и даже изящно     |
| 2002        | Хмель и солод        | Радиоротация, видеоклип, цифровая дистрибуция | Хмель и солод           |
| 2002        | Падать               | Радиоротация, видеоклип, цифровая дистрибуция | Хмель и солод           |
| 2002        | Одинокое шоссе       | Радиоротация, цифровая дистрибуция            | Хмель и солод           |
| 2003        | Ты не я              | Радиоротация, цифровая дистрибуция            | Рожь и клевер           |
| 2003        | Имя                  | Радиоротация, цифровая дистрибуция            | Рожь и клевер           |
| 2003        | Фиолетово-чёрный     | Радиоротация, цифровая дистрибуция            | Рожь и клевер           |
| 2003        | Белая вьюга          | Радиоротация, цифровая дистрибуция            | Рожь и клевер           |
| 2004        | Жили-были            | Радиоротация, видеоклип, цифровая дистрибуция | Девочка                 |
| 2004        | Ждали                | Радиоротация, цифровая дистрибуция            | Девочка                 |
| 2004        | Далеко               | Радиоротация, цифровая дистрибуция            | Девочка                 |
| 2004        | Жили-были (remix)    | Радиоротация, цифровая дистрибуция            | Девочка                 |
| 2004        | Неба поровну         | Радиоротация, цифровая дистрибуция            | Девочка                 |
| 2005        | Та самая девчонка    | Радиоротация, цифровая дистрибуция            | Телерадиосны            |
| 2005        | Любви моей           | Радиоротация, цифровая дистрибуция            | Телерадиосны            |
| 2005        | Моё поколение        | Радиоротация, цифровая дистрибуция            | Телерадиосны            |
| 2005        | Хмель и солод 2      | Радиоротация, цифровая дистрибуция            | Телерадиосны            |
| 2005        | Миру мир             | Радиоротация, цифровая дистрибуция            | Телерадиосны            |
| 2005        | Соль на коже         | Радиоротация, цифровая дистрибуция            | Телерадиосны            |
| 2006        | Чуть неуверенно      | Радиоротация, цифровая дистрибуция            | После                   |
| 2006        | После                | Радиоротация, видеоклип, цифровая дистрибуция | После                   |
| 2006        | Ревность             | Радиоротация, цифровая дистрибуция            | После                   |
| 2008        | На краю              | Радиоротация, цифровая дистрибуция            | На краю                 |
| 2008        | Костры-мосты         | Радиоротация, цифровая дистрибуция            | На краю                 |
| 2008        | О нём                | Радиоротация, цифровая дистрибуция            | На краю                 |
| 2014        | Кстати               | Радиоротация, видеоклип, цифровая дистрибуция | Кстати                  |
| 2014        | Любимый мой          | Радиоротация, видеоклип, цифровая дистрибуция | Кстати                  |
| 2014        | Прости-прощай        | Радиоротация, видеоклип, цифровая дистрибуция | Кстати                  |
| 2014        | Первое свидание      | Радиоротация, видеоклип, цифровая дистрибуция | Кстати                  |
| 2015        | Невернувшийся солдат | Радиоротация, видеоклип, цифровая дистрибуция | Мои родные              |
| 2016        | Мама                 | Радиоротация, цифровая дистрибуция            | Мои родные              |
| 2016        | За Россию            | Радиоротация, видеоклип, цифровая дистрибуция | Мои родные              |
| 2016        | О нём                | Радиоротация, цифровая дистрибуция            | Мои родные              |
| 2017        | Прости               | Радиоротация, цифровая дистрибуция            | Мои родные              |
| 2017        | Как в воду глядела   | Радиоротация, видеоклип, цифровая дистрибуция | В глубине твоего сердца |
| 2018        | Моя Родина           | Радиоротация, цифровая дистрибуция            | —                       |
| 2018        | Я девочка            | Радиоротация, цифровая дистрибуция            | —                       |
| 2021        | Тополя               | Цифровая дистрибуция                          |                         |
| 2022        | Быть выше            | Радиоротация, видеоклип, цифровая дистрибуция |                         |
| 2022        | Струна               | Видеоклип, цифровая дистрибуция               |                         |
| 2022        | Мужчина-защитник     | Видеоклип, цифровая дистрибуция               |                         |
| 2022        | Zа жизнь             | Видеоклип, цифровая дистрибуция               |                         |
| 2023        | Я буду ждать тебя    | Радиоротация, видеоклип, цифровая дистрибуция |                         |
| 2023        | За ленту             | Видеоклип, цифровая дистрибуция               |                         |
| 2023        | Живи                 | Видеоклип, цифровая дистрибуция               |                         |
| 2024        | Это всё для нас      | Видеоклип, цифровая дистрибуция               |                         |

## Клипы
- 2001 — «Мальчик, ты чей?» (реж. — Денис Ларионов)
- 2001 — «Авария» (реж. — Андрей Росс)
- 2001 — «Мел» (реж. — Пётр Песков, Константин Арефьев)
- 2002 — «Падать» (реж. — Александр Солоха)
- 2002 — «Хмель и солод» (реж. — Александр Солоха)
- 2004 — «Жили-были» (реж. — Ярослав Пилунский)
- 2007 — «После» (реж. — Александр Курицин, Александр Шмидт)
- 2014 — «Кстати» (реж. — Олег Сёмин)
- 2014 — «Любимый мой» (реж. — София Выборнова, Андрей Артюхов)
- 2015 — «Невернувшийся солдат» (реж. — Александр Колесников)
- 2015 — «Первое свидание» (реж. — Нина Дягилева, Данила Зотов, Ася Фри)
- 2015 — «Дверь на замке» (с группой «СерьГа», реж. А. Томашевский)
- 2016 — «Прости-прощай» (реж. — Александр Замыслов, Елена Новикова)
- 2017 — «Как в воду глядела» (реж. — Dima Croll)
- 2022 — «Быть выше»
- 2022 — «Струна» (реж. — Александр Благин)
- 2022 — «За Россию!» (реж. — Александр Благин)
- 2022 — «Мужчина-защитник» (реж. — Александр Благин)
- 2022 — «Zа жизнь» (реж. — Александр Благин) — в 2023 году вышла вторая версия клипа с Ансамблем песни и пляски Западного военного округа
- 2023 — «Я буду ждать тебя» (реж. — Юта)
- 2023 — «За ленту»
- 2023 — «Живи»
- 2024 — «Это всё для нас» (реж. — Данила Зотов)
- 2024 — «Невернувшийся солдат»

### Участие в клипах
- 2013 — «Если не любовь» (исполняет Профессор Лебединский)
- 2023 — «Выдумка» (закадровый голос[71], исполняет Группа Ключи)

## Фильмография
Ниже приведён список фильмов и сериалов, в которых Юта является композитором. В телесериалах «Солдаты» (8 сезон) и «Семья Светофоровых» появляется в кадре в эпизодической роли.
- 2004—2013 — Солдаты (все сезоны)
  - 2004 — Солдаты. Здравствуй, рота, Новый год!
  - 2004 — Солдаты. День защитника Отечества
  - 2007 — Колобков. Настоящий полковник!
  - 2007 — Морская душа
  - 2007 — Прапорщик Шматко, или Ё-моё
  - 2007 — Солдаты. Новый год, твою дивизию!
  - 2008 — Бородин. Возвращение генерала
  - 2008 — Смальков. Двойной шантаж
  - 2008 — Солдаты. Дембельский альбом
- 2005—2006 — Студенты (все части)
- 2005 — Туристы
- 2005 — Фирменная история
- 2006 — Петя Великолепный
- 2007 — Бешеная
- 2007 — Дочки-матери
- 2008 — После жизни
- 2008 — Провинциалка
- 2009 — Хранитель
- 2011 — Мужская женская игра
- 2011—2012 — Метод Лавровой (все части)
- 2012 — Если бы да кабы
- 2013 — Ёлка у Барбоскиных (спектакль)
- 2013 — Лунтик и его друзья (спектакль)
- 2013 — Чудесариум братьев Сафроновых (шоу)
- 2014 — Пока станица спит
- 2015 — Фамильные ценности

## Награды
- Медаль «Участнику военной операции в Сирии» (23 марта 2018)[73][неавторитетный источник]
- Заслуженная артистка Чеченской Республики (21 апреля 2006)[2].
- Заслуженная артистка Российской Федерации (10 марта 2023)[1]
- Благодарность Президента Российской Федерации (2024)